# Puerto Nare
Puerto Nare es un municipio de Colombia, localizado en la subregión del Magdalena Medio en el departamento de Antioquia. Limita por el norte con los municipios de Caracolí y Puerto Berrío; por el oriente con el departamento de Boyacá, por el sur con el municipio de Puerto Triunfo, y por el occidente con los municipios de San Luis y San Carlos.

## Toponimia
Puerto Nare se llama así, por el río Nare que desemboca en su jurisdicción, el cual hace alusión al territorio del cacique Naré.

## Historia
Aunque el municipio es uno de los más apartados de Antioquia, y todavía cuenta con poca infraestructura, alcanzó a ser antiguamente uno de los más destacados de Antioquia, tanto que por 1857 fue catalogado por el gobernador de turno como el más importante del departamento, en razón de que era un sólido foco de progreso al cual llegaban todas las mercancías que iban para el interior de Antioquia. Además, Puerto Nare era escala obligada para los viajeros que querían entrar a la Provincia de Antioquia desde el centro del país o desde la costa atlántica por el Río Magdalena.
La industria paisa o antioqueña, la más tradicional y antigua del país, se construyó en gran medida por este puerto, además de Puerto Berrío, por cuenta de los arrieros paisas y a puro "lomo de mula".
Con la construcción del Ferrocarril de Antioquia este municipio perdió parte de su poderío y en una época se convirtió en un corregimiento de Puerto Berrío. Sin embargo, en 1935 se constituyó la gigantesca empresa de Cementos del Nare, que actualmente se mantiene en pie y que trajo de nuevo el progreso a este distrito. En 1968 Puerto Nare se erigió definitivamente en municipio.
La raza y etnia de los indígenas Caribes era muy próspera y prevaleciente en el suelo colombiano cuando llegaron los españoles a conquistar las tierras donde hoy está Puerto Nare.
Una de las familias indígenas sobre las cuales se han acumulado buenos conocimientos es la de los Tahamíes, dentro de cuyas numerosas tribus figuraba una llamada Palagua, gobernada por uno de tantos caciques, esta vez por el Cacique Naré; de este nombre se explica el nombre de puerto Nare.
Por estas tribus aborígenes, la región original de Puerto Nare adquiere importancia debido a sus riquezas, y además también a las facilidades del transporte fluvial de la región por aquel entonces.
Naré, el Cacique destacado en la historia de esta población, se distinguía por su pacifismo y su dedicación para construir creativamente las viviendas de sus súbditos. De hecho, San Luis Beltrán, evangelizador español de esta área, encontró en la fuerte popularidad del Cacique Naré muchos obstáculos para su labor con los indios.
Beltrán casi muere envenenado por una indígena debido al intento de colocar la religión católica por sobre las creencias autóctonas.
La fiesta tradicional de este distrito se celebra para esa misma conmemoración durante la primera semana de enero, cada año.
Puerto Nare, en años anteriores a 1400, fue habitado por estos indígenas Tahamíes. Ya en 1851 perteneció a la Provincia de Córdova, y en 1856 pasó a pertenecer al Estado Soberano de Antioquia. En 1872 comenzó un proceso de decadencia como centro comercial y fluvial, lo que le originó el paso descendente de Distrito a Corregimiento del municipio de Puerto Berrío. Fue así como Puerto Berrío se convertiría, suplantando a Puerto Nare, en el puerto fluvial más importante para la integración con el interior del país a través de la vía fluvial del Río Magdalena y de la posterior construcción del Ferrocarril de Antioquia.
El municipio se había convertido sin embargo por estas épocas en una bodega de paso de los caminos de Naré, Juntas e Islitas. Esta condición reforzaría pese a todo su carácter de puerto imprescindible.
La economía fundamental del distrito en esta época tuvo todo que ver con la navegación, la construcción del ferrocarril y el leñateo. La navegación y la construcción originaron una corriente migratoria hacia la región, proveniente de diversas partes del país: Santander, Boyacá, Cundinamarca, Caribe Colombiano y Antioquia, (particularmente de las zonas Nordeste, Valle de Aburrá y Oriente antioqueño).
Pero la presunta decadencia de Puerto Nare nunca fue total. Se encontrarían luego en su territorio grandes yacimientos calcáreos y marmóreos, que otorgaron al distrito la posibilidad de resurgir como uno de los principales centros industriales de la región del Magdalena Medio antioqueño, al punto que en noviembre de 1967 la Asamblea Departamental de Antioquia le conferiría nuevamente al distrito la categoría de Municipio, con el nombre de La Magdalena.
Posteriormente, los hallazgos de oro y petróleo harían del municipio uno de los de mayor presupuesto en Antioquia, y también de mayor proyección industrial y minera, al asentarse allí las empresas Cementos del Nare S.A., Colcalburos y Texas Petroleum Company.
Para el año de 1972, mediante la Ordenanza 18, se le cambia definitivamente el nombre de "La Magdalena" por el de Puerto Nare.
Actualmente, conserva su personalidad autóctona, con una oferta hotelera amplia, y el turista puede practicar deportes náuticos y de aventura. Su Malecón Turístico a orillas del río Magdalena, que pasa por el costado oriental de su Parque Principal, es considerado el que mejor vista ofrece sobre la arteria fluvial más importante del país.

## Generalidades
Fundación: El 5 de febrero de 1857.
La ruta principal es tomar la vía que desde el centro de Antioquia conduce hasta el municipio de Puerto Berrío, y luego bajar desde allí hasta Puerto Nare por carretera destapada.
O tomar la carretera que de San Carlos, conduce por el corregimiento el Jordán, y luego llegó al municipio, es una hermosa ruta, llena de selva, desde donde se divisan los embalses de Playas y Punchiná.
Otra alternativa sería tomar la carretera denominada Troncal de la Paz (Troncal del Magdalena), ya sea desde las ciudades de Puerto Berrío o de Puerto Triunfo, hasta llegar por ella a un sitio conocido como Puerto Serviez, donde luego hay que abordar un ferry para atravesar el río Magdalena hasta el corregimiento La Sierra. Entonces, se llega al municipio.

## División Político-Administrativa
Además de su Cabecera municipal. Puerto Nare tiene bajo su jurisdicción los siguientes corregimientos (de acuerdo a la Gerencia departamental):
- La Pesca
- La Sierra
- La Unión

## Demografía
Población Total: 14 480 hab. (2018)
- Población Urbana: 4 381
- Población Rural: 9 999

Alfabetismo: 80.7% (2005)
- Zona urbana: 13.3%
- Zona rural: 79.1%

### Etnografía
Según las cifras presentadas por el DANE del censo 2005, la composición etnográfica del municipio es:
- Mestizos & blancos (90,1%)
- Afrocolombianos (8,6%)
- Indígenas (0,3%)

## Economía
Entre los renglones económicos de esta región hallamos la minería, especialmente la explotación de caliza. El municipio es asimismo una importante localidad cementera. El petróleo constituye la mayor fuente de ingresos del distrito. En cuanto a la explotación del oro el municipio ofrece una minería de tipo aluvial ubicada de forma puntual en las veredas La Mina y El Porvenir. Esta explotación se realiza de forma artesanal.
Igualmente, la ganadería, el turismo y la pesca, forman parte de la producción destacada. La ganadería está dedicada básicamente al ganado mayor (bovinos), para el desarrollo de la cual predominan los pastos nativos (grama), mejorados para ganadería extensiva con un sistema de manejo tradicional. Los principales productos agrícolas que se cultivan en el municipio de Puerto Nare son maíz, yuca, cacao, plátano, fríjol y frutales. Existe en el distrito una población informal y flotante que ha visto como fuente de trabajo la recolección de limón, la cual se realiza de forma artesanal en distintos fincas.
El municipio cuenta con dos ríos, el Magdalena y el Nare, donde el segundo se convierte por la calidad biofísica de sus aguas en zona de reserva alimentaria en pesca para las comunidades vocacionales en esta industria.

## Fiestas
- Fiesta tradicional del Cacique Naré, la primera semana de enero de cada año.
- Fiestas de San Juan y San Pedro en La Pesca.
- Desfile de Balleneras.
- Fiestas de la industria y el comercio.

## Gastronomía
- En cuanto a oferta típica del distrito, se dice que en el Corregimiento de la Pesca, especialmente durante la subienda (de noviembre a enero) se come el mejor pescado de Colombia, preparado de diversas maneras.
- Cocina típica antioqueña y asados.

## Patrimonio histórico artístico y destinos ecológicos
- Parque Alfonso López Pumarejo. Remodelado en 1991; forma parte del muelle. Su principal atractivo es el puerto, pues tiene vista al río Magdalena. Cuenta con muy buena arborización, fuente luminosa, Parque de Banderas, casetas telefónicas y el busto del expresidente Alfonso López Pumarejo.

- Río Magdalena. Cruza a Antioquia y al departamento de Boyacá, marcando los límites entre ambos. Es apto para la pesca y la navegación.

- Iglesia de San Luis Beltrán. Su nombre se debe a quien trabajó por los indígenas en el siglo XVI. Hay allí un hermoso cuadro de la Virgen de Nuestra Señora del Carmen, y el cristo del señor de los milagros, antiguas piedras labradas que funcionan como pilas bautismales y unos pequeños platos de plata obsequiados por el entonces misionero Luis Beltrán.

Destinos campestres y ecológicos:
http://puertonare.jimdo.com/lugares-turisticos/
- Río Cocorná.

- Río Nare, hace de límite con el municipio de Caracolí. Sus aguas son limpias. Es apto para la pesca y la navegación.

- Quebrada Balsamito.

- Caño Seco. Cuenta con aguas cristalinas y cascadas. Está situado a 16 km de la cabecera Municipal por la vía a San Carlos.

- Quebrada La Soná. Cuenta con aguas cristalinas y playas para camping. Posee piscinas naturales que sirven como balneario.

- Cascada La Soñadora.

- Cavernas del río Nus.

- Ecoparque La Sona. Cuenta con sendero ecológico, con casetas, fogones, puentes colgantes, cafetería, y plazoleta.

- Río Samaná.

- Quebrada La Cristalina, rica en fauna y en flora; es apta para la pesca y cuenta con aguas cristalinas para bañarse y sitios apropiados para camping.

- Hidroeléctrica Cementos del Nare. A treinta minutos en lancha de la cabecera. Son caídas de agua y cuartos de máquinas donde se generan 9.600 kW de energía.